# Ceromya balli
Ceromya balli là một loài ruồi trong họ Tachinidae.